# Fonderie Horne
La fonderie Horne est un complexe industriel situé à Rouyn-Noranda, au Québec. La fonderie est l'une des principales productrices mondiales de cuivre et de métaux précieux. Elle est aussi le plus grand centre de recyclage de composants électroniques en Amérique du Nord.

## Opérations

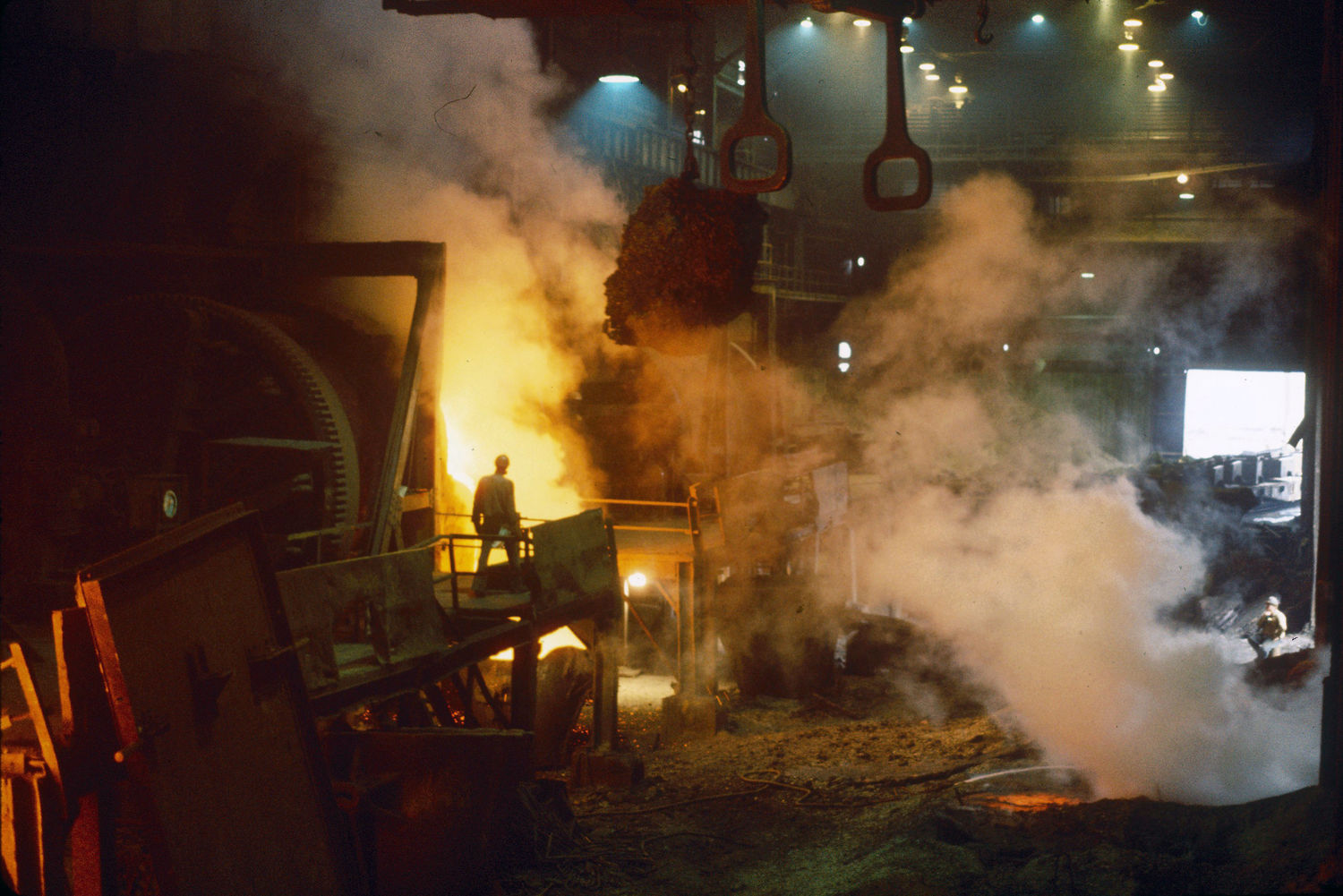
Fours à réverbères dans la première fonderie en 1975.

La fonderie produit des anodes de cuivre pur (99,1 %). Son alimentation provient de concentrés provenant de mines de cuivre à travers le monde. Elle récupère le cuivre, l'or, l'argent, le platine et le palladium provenant de déchets d'équipements électroniques, le cuivre recyclé représentant 15 % de sa production totale.
Les matériaux reçus sont échantillonnés, triés et déchiquetés pour être acheminés ensuite par convoyeurs vers le réacteur Noranda. La fusion s'effectue à une température de 1 200 °C. La matte possédant une teneur en cuivre de 70 % est envoyée dans le convertisseur Noranda pour ensuite atteindre 98 %. La scorie produite par le réacteur et le convertisseur est reçu par un concentrateur. Elle est broyée dans des moulins à billes et pompée dans des cellules de flottation. Des fours de pyro-affinage élimine les impuretés par oxydation et scorification. Le cuivre est finalement moulé en anodes de 340 kg. Celles-ci sont transportées par train ou camion à l'affinerie CCR située à Montréal-Est, qui se charge de la purification à 99,9 % et de la vente du produit.
Une usine produit 640 000 tonnes métriques d'acide sulfurique par année. Elle permet de transformer 96 % du soufre engendré dans ses opérations.

## Histoire

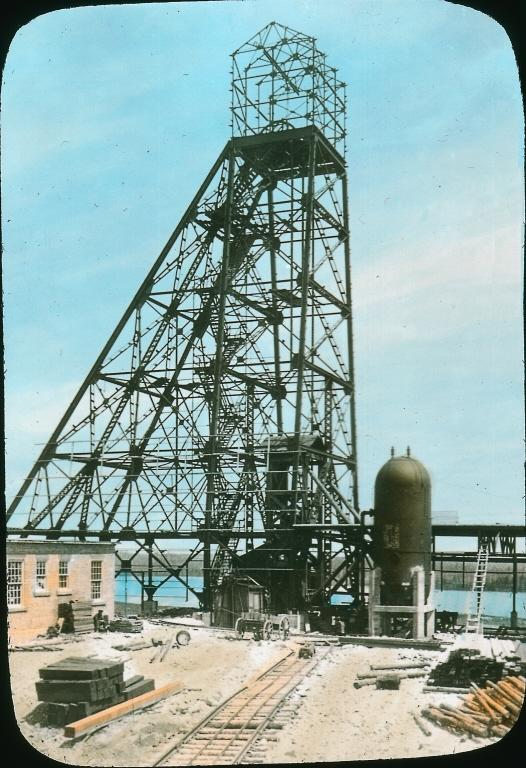
Puits principal de la mine Horne vers 1926.

Le complexe est construit en plusieurs phases à partir de 1927. Sa construction est motivée par la présence de minerais de cuivre, d'or et d'argent dans le sous-sol de Noranda. Elle est nommée, comme la mine qui la côtoie, du nom du prospecteur minier Edmund Horne. La première coulée de cuivre se déroule le 17 décembre 1927.
En 1937, la fonderie devient la deuxième plus importante au monde dans l'exploitation du cuivre et la troisième pour l'or. Elle poursuit sa croissance en effectuant recyclage de matériaux à partir de la Seconde Guerre mondiale. En 1973, elle adopte le procédé de « smeltage en continu », permettant un traitement de matériaux contenant des impuretés métalliques. Le 26 juillet 1976, la mine Horne donne sa dernière tonne de minerai et cesse ses activités, mais les opérations de la fonderie se poursuivent. En 1989, l'usine d'acide sulfurique entre en fonction.
En 1991, les fours à réverbères sont remplacés par le procédé d'injection de concentré. Le convertisseur Noranda est mis en opération en novembre 1997. En 2016, la fonderie obtient la certification ISO 14001.
| Métal  | Quantité          |
| ------ | ----------------- |
| Cuivre | 12 404 390 tonnes |
| Or     | 40 614 617 onces  |
| Argent | 847 040 998 onces |

En 1928, la Fonderie Horne se classe au huitième rang des principales mines au Canada, avec 266 000 tonnes de minerai extrait. En 1935, elle grimpe au deuxième rang, atteignant une production de 1 907 000 tonnes, avant de redescendre au troisième rang en 1945, avec un volume de 1 331 000 tonnes.

## Enjeux environnementaux

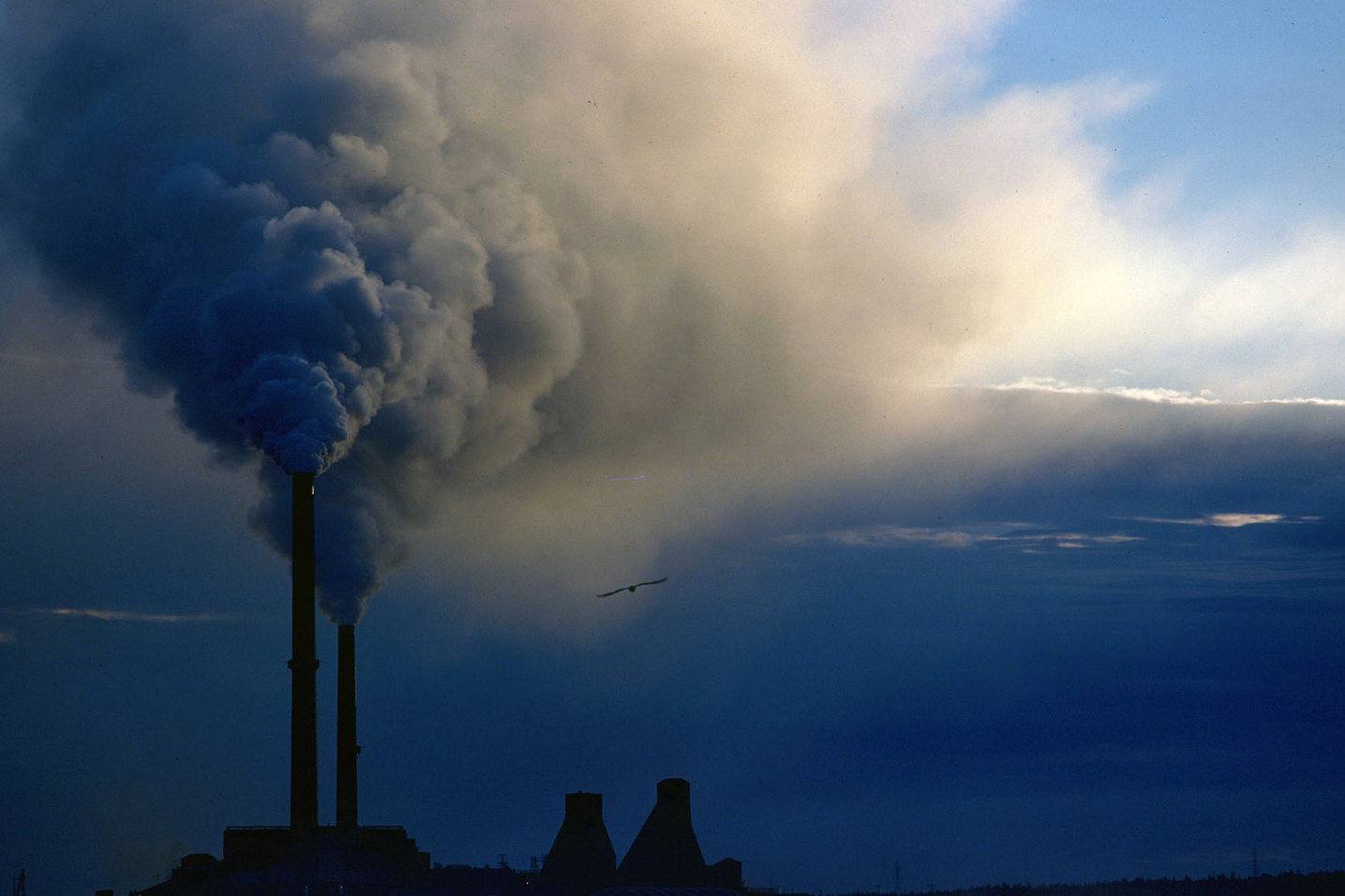
Émanations de la fonderie Horne en 1979

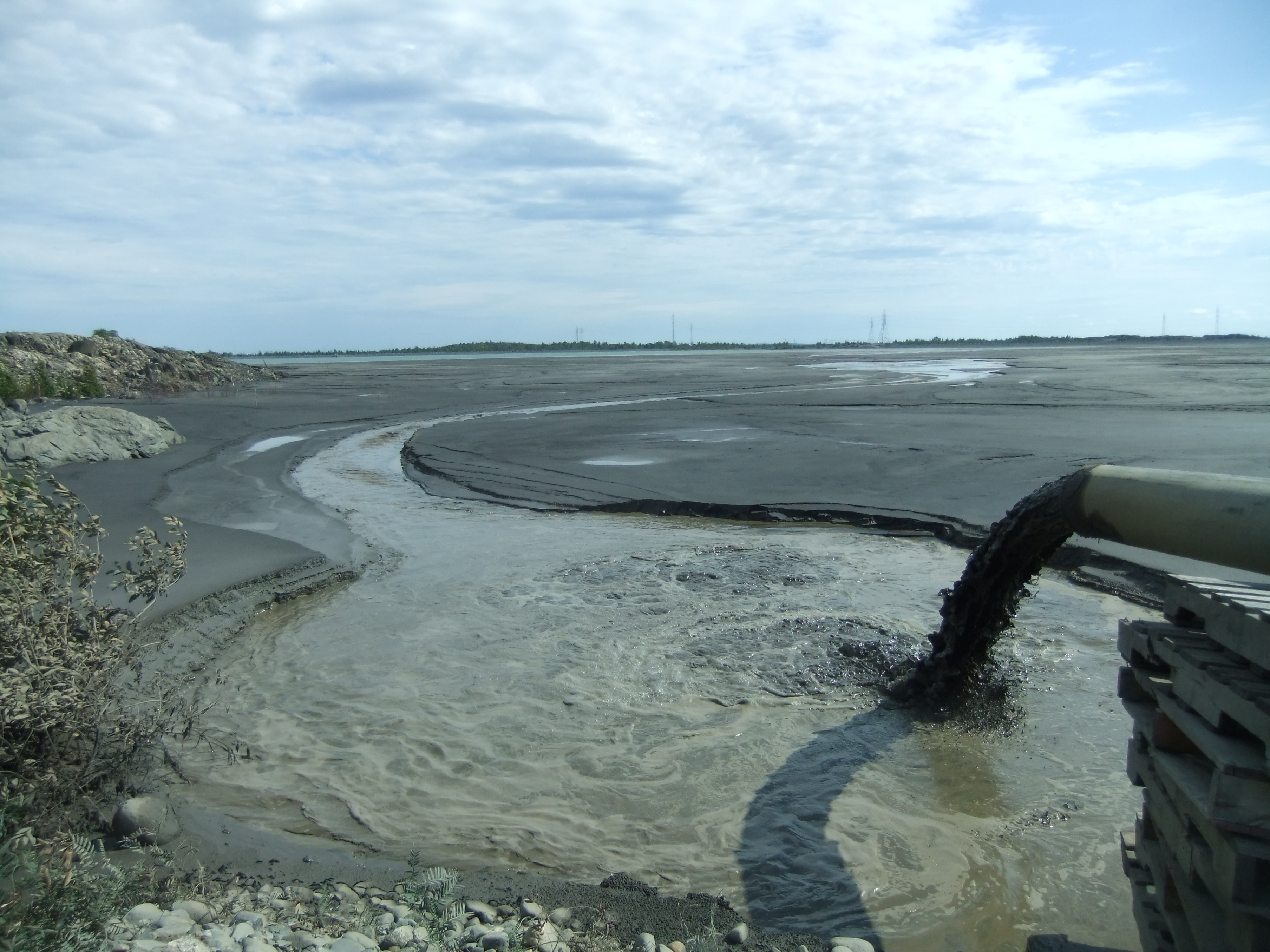
Parc à résidus de la Fonderie Horne.

Au cours des années 1970, plusieurs études montrent une détérioration importante de l’environnement, due aux émanations de dioxyde de soufre en provenance de la fonderie de cuivre, responsables de l’acidification de l’eau des lacs et des rivières environnantes et, selon la direction des vents, de la pollution de l’air en ville. Les retombées de métaux lourds, comme le plomb et le cadmium, sur les quartiers proches de la fonderie affectent la santé des enfants, mais aussi des résultats d'études montrent que la présence de métaux dans la zone d’étude s’explique par la contamination du fond géochimique régional, due aux dépôts provenant des émissions atmosphériques des différentes fonderies (Horne et Sudbury) sur des distances pouvant atteindre 250 km.

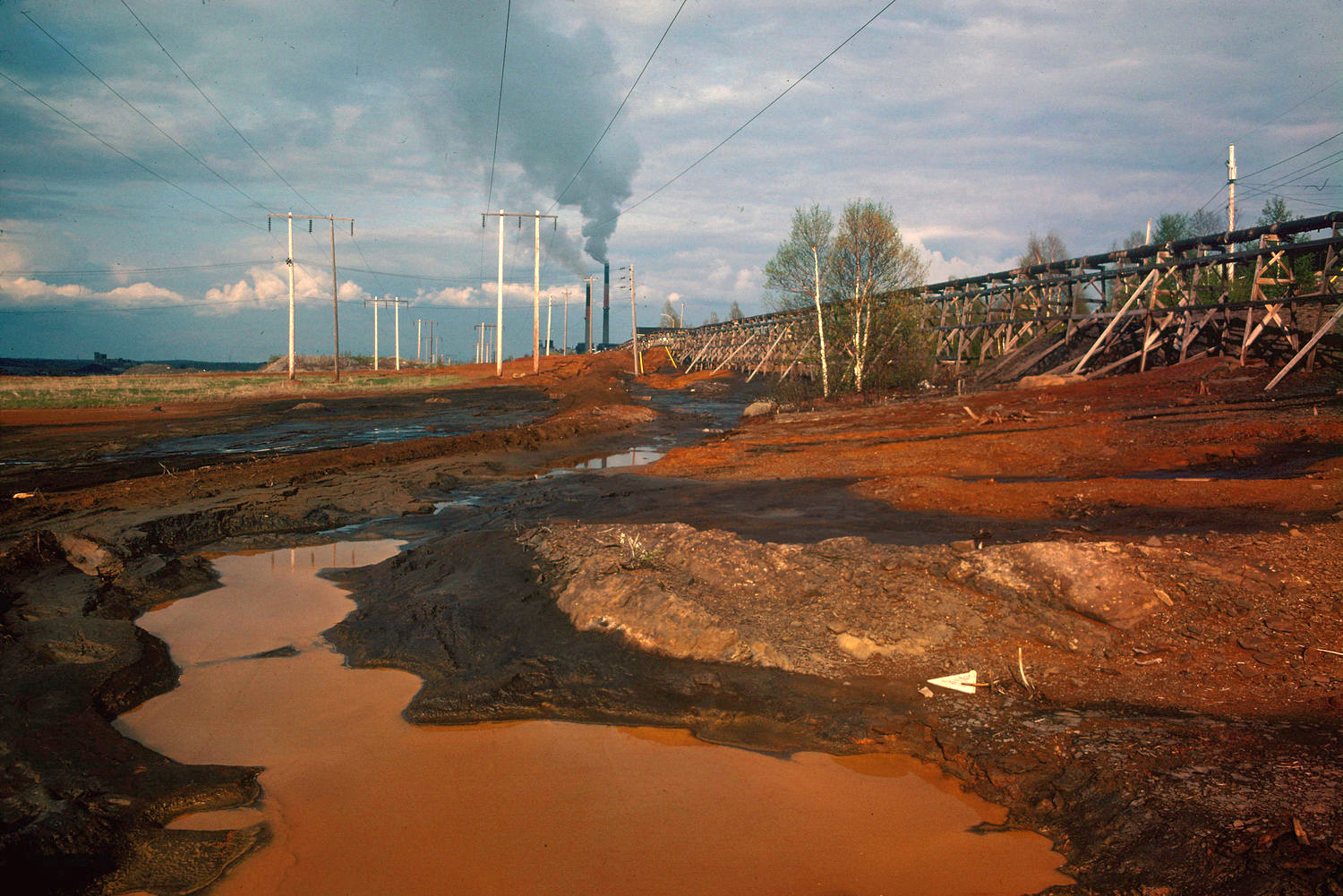
Champ de résidus miniers autour de la fonderie, où les boues encerclaient encore les villes de Rouyn et Noranda à la fin des années 1970.

Au cours des années 1980, un rassemblement de citoyens forme un comité permanent sur l’environnement avec pour objectif de faire pression sur la Ville et le Gouvernement pour que la fonderie Horne réduise ses émissions polluantes. En 1987, Noranda Mines entreprend la construction de l’usine d’acide sulfurique qui commence ses opérations en 1989. La vieille installation des fours à réverbères est démantelée et la plus haute des deux cheminées (163m) est déconstruite en 1993. Seul le réacteur en continu géré par ordinateur, inauguré en 1973, demeure. En 2022, l’usine déclare récupérer 96 % du bioxyde de soufre,.
Acquise en 2006 par la compagnie suisse XStrata puis en 2013 par le géant minier Glencore, une compagnie anglo-suisse, la fonderie Horne fait face actuellement à un autre problème environnemental et de santé publique pour des rejets d’arsenic dépassant de plus de 30 fois la norme québécoise.
En juillet 2022, le gouvernement menace de fermer la fonderie si elle ne réduit pas significativement ses émissions d'arsenic. Le 15 août, le gouvernement annonce son intention de limiter la concentration d’arsenic dans l’air à 15 nanogrammes par mètre cube (ng/m⁠3) d’ici 2027,. L’autorisation ministérielle qui encadre les rejets industriels de l’entreprise est envoyé le 26 janvier 2023 pour analyse et commentaire de l'entreprise. Le film Notre-Dame-de-l'Arsenic est un film qui porte sur la vie des habitants du quartier Notre-Dame. Il est réalisé par Martin Frigon et Christian Mathieu Fournier.
En octobre 2023, un recours collectif a été intenté contre le gouvernement du Québec et la Fonderie Horne par des citoyens, invoquant le stress constant causé par la pollution. Le gouvernement conteste cependant la validité de ce recours, arguant que les citoyens étaient au courant des impacts environnementaux depuis les années 1990, ce qui dépasse le délai légal pour porter plainte.

### Projet Aeris
Le 16 mai 2024, la Fonderie Horne a présenté le projet de modernisation Aeris à la communauté de Rouyn-Noranda lors d'une rencontre publique. Ce projet est axé sur l’intégration de technologies de pointe, vise à moderniser les installations de la fonderie, notamment en réduisant les émissions atmosphériques, la consommation énergétique et les gaz à effet de serre. Parmi les avancées prévues figurent un nouveau système de roue de coulée et un dépoussiéreur à haute capacité. L’un des principaux objectifs est de diminuer la concentration moyenne annuelle d’arsenic dans l’air ambiant pour atteindre les normes québécoises d’ici 2028, contribuant ainsi à une amélioration significative de la qualité de vie des résidents,.
Le projet a rapidement fait face à des défis financiers et stratégiques, notamment une augmentation des coûts estimés de 500 à 750 millions de dollars, révélée en février 2024 dans un document interne du ministère de l'Économie du Québec. Cette hausse a soulevé des doutes chez Glencore, concernant la rentabilité et la viabilité du projet, le document mentionnant un « risque élevé » de fermeture de la Fonderie Horne, avec des conséquences majeures pour l’économie régionale et l’affinerie CCR de Montréal-Est, qui en dépend. Malgré ces enjeux, la Fonderie Horne a poursuivi ses discussions avec le gouvernement québécois, sollicitant des crédits d'impôt et un soutien politique pour convaincre Glencore d’autoriser l’investissement.
En novembre 2024, il a été confirmé que le coût du projet Aeris pourrait atteindre un milliard de dollars, dépassant largement les estimations originales, ce qui a conduit à l’abandon du projet Aeris dans sa forme initiale. Glencore aurait plutôt décidé d’optimiser les installations existantes pour réduire les coûts tout en maintenant l’objectif de diminuer les émissions d’arsenic à 15 nanogrammes par mètre cube d’ici 2028,. Ces ajustements impliquent toutefois des suppressions d’emplois, avec 12 postes supprimés à la Fonderie Horne et une cinquantaine à travers l’Amérique du Nord.